# 侍浜村
侍浜村（さむらいはまむら）は、1954年（昭和29年）まで岩手県九戸郡にあった村。現在の久慈市侍浜町にあたる。

## 地理
- 河川：高家川

## 沿革
- 1889年（明治22年）4月1日 - 町村制施行にともない、北侍浜村・南侍浜村・白前村の計3か村が合併して北九戸郡侍浜村が発足。
- 1897年（明治30年）4月1日 - 南九戸郡と北九戸郡が合併して九戸郡が成立[1]。九戸郡侍浜村となる。
- 1954年（昭和29年）11月3日 - 久慈町・長内町・宇部村・大川目村・夏井村・山根村と合併し、久慈市となる。

## 行政

### 歴代村長
| 代 | 氏名       | 就任                      | 退任                      | 備考 |
| -- | ---------- | ------------------------- | ------------------------- | ---- |
| 1  | 中野重蔵   | 明治22年（1889年）7月12日 | 明治32年（1899年）9月10日 |      |
| 2  | 中村徳三郎 | 明治32年（1899年）9月22日 | 明治40年（1907年）12月    |      |
| 3  | 和井内光久 | 明治41年（1908年）        | 明治44年（1911年）4月     |      |
| 4  | 嵯峨周悦   | 明治44年（1911年）4月     | 大正8年（1919年）1月28日  |      |
| 5  | 小向叶郎   | 大正8年（1919年）4月30日  | 昭和2年（1927年）5月18日  |      |
| 6  | 工藤久米蔵 | 昭和2年（1927年）6月14日  | 昭和2年（1927年）10月8日  |      |
| 7  | 太田林蔵   | 昭和3年（1928年）3月31日  | 昭和17年（1942年）8月15日 |      |
| 8  | 夏井徳三郎 | 昭和17年（1942年）9月17日 | 昭和21年（1946年）9月16日 |      |
| 9  | 小田米吉   | 昭和22年（1947年）4月5日  | 昭和29年（1954年）11月2日 |      |

## 交通

### 鉄道
- 国鉄八戸線：侍浜駅